# Baena Soares
João Clemente Baena Soares (Belém, 14 de mayo de 1931-Río de Janeiro, 7 de junio de 2023) fue un diplomático brasileño.

## Biografía
Soares nació en Belém. Estudió leyes en la Pontificia Universidad Católica de Río de Janeiro.
Trabajó durante 31 años en el Ministerio de Relaciones Exteriores de Brasil antes de ser elegido secretario general de la Organización de Estados Americanos, cargo que ejerció de 1984 a 1994.
En el periodo 1997-2006, integró la Comisión de Derecho internacional de la ONU.
El 1 de septiembre de 2006, fue nombrado comisionado de alto rango por el Consejo de Derechos Humanos de las Naciones Unidas por probar las alegaciones de que Israel apuntó y mató sistemáticamente a civiles libaneses durante la guerra del Líbano de 2006.